# فیزیک حرارتی
فیزیکی حرارتی به شاخه ای از علوم گفته می شود که به مطالعه ی ترمودینامیک، مکانیک آماری و نظریه جنبش مولکولی گازها می پردازد. این شاخه که مجموعه ای از علوم را دربرمی گیرد به طور ویژه برای دانش آموزان رشته فیزیک طراحی شده تا بتواند مقدمه ای کلی در ارتباط با علوم با محوریت گرما را در اختیار آن ها بگذارد. اگرچه، نویسندگان دیگری نیز هستند که فیزیک حرارتی را تنها به عنوان مجموعه ای از ترمودینامیک و مکانیک آماری معرفی می کنند.

## نگاه اجمالی
به طور کلی، فیزیک حرارتی مطالعه ی طبیعت آماری سیستم های فیزیکی از نقطه نظر انرژی است. فیزیک حرارتی با بررسی مسائل پایه دما و حرارت آغاز می شود و سپس به بررسی قانون اول ترمودینامیک و قانون دوم ترمودینامیک از نقطه نظر آماری می پردازد. علاوه بر این موضوع آنتروپی به وسیله مکانیک کوانتومی مورد مطالعه قرار می گیرد. 
یکی از مباحثی که در مرکز فیزیک حرارتی قرار می گیرد، توزیع احتمال کانونیک است. طبیعت الکترومغناطیس فوتون ها و فونون ها مطالعه می شود که نشان می دهد نوسانات میدان های الکترومغناطیسی و شبکه های کریستالی اشتراکات زیادی دارند. امواج مبنای هر دو آن ها را تشکیل می دهد، تحت شرایطی که که یکی از آنها تئوری کوانتوم را شامل شود.
موضوعات دیگری که در فیزیک حرارتی مورد مطالعه قرار می گیرند: پتانسیل شیمیایی، طبیعت کوانتوم گازهای ایده، چگالش بوز-اینشتین، انرژی آزاد گیبس، انرژی آزاد هلمولتز، تعادل شیمیایی، قانون فازی گیبس، قضیه همپاری، آنتروپی در صفر مطلق، فرایند جابه جایی به عنوان مسیر آزاد متوسط، گران روی، رسانش گرمایی.